# María Elena Flores
María Elena Flores es una actriz española nacida en Barcelona en 1934.

## Biografía
Titulada por la Escuela Oficial de Cinematografía en 1964, ha desarrollado una prolífica carrera tanto en teatro como en cine y televisión.
Sobre los escenarios ha participado, entre otros, en los montajes de Don Quijote de la Mancha, Adiós, señorita Ruth (1972) o El oso y el madrileño.
Su paso por la gran pantalla supera el centenar de títulos, casi siempre como actriz de reparto. Marcada por su físico y su peculiar tono de voz, habitualmente ha interpretado papeles cómicos o mujeres de extracción social humilde o rural bajo las órdenes de directores como Luis García Berlanga, Pedro Almodóvar, José Luis Garci, Fernando Colomo, Víctor Erice, Antonio del Real, Jaime Chávarri, José Luis García Sánchez, entre otros.
Finalmente ha sido un rostro asiduo en televisión, interviniendo en series tan populares como Crónicas de un pueblo, de Antonio Mercero o Los ladrones van a la oficina.

## Filmografía
- Los días perdidos (1963), dirección: Víctor Erice
- Amador (1965), dirección: Francisco Regueiro
- La busca (1966), dirección: Angelino Fons
- Nueve cartas a Berta (1966), dirección: Basilio Martín Patino
- El hueso (1967), dirección: Antonio Giménez Rico
- Los amores difíciles (1967), dirección: Raúl Peña
- Oscuros sueños de agosto (1968), dirección: Miguel Picazo
- La madriguera (1969), dirección: Carlos Saura
- Ley de raza (1969), dirección: José Luis Gonzalvo
- Los escondites (1969), dirección: Jesús Yagüe
- Cuatro desertores (1970), dirección: Pascual Cervera
- El cronicón (1970), dirección: Antonio Giménez Rico
- Pierna creciente, falda menguante (1970), dirección: Javier Aguirre
- Vente a ligar al oeste (1972), dirección:Pedro Lazaga
- Vida conyugal sana (1974), dirección: Roberto Bodegas
- Mi mujer es muy decente, dentro de lo que cabe (1975), dirección: Antonio Drove
- La menor (1976), dirección: Pedro Masó
- Señoritas de uniforme (1976), dirección: Luis María Delgado
- Viva/muera Don Juan Tenorio (1977), dirección: Tomás Aznar
- Estimado Sr. Juez... (1978), dirección: Pedro Lazaga
- Las truchas (1978),  dirección: José Luis García Sánchez
- Un hombre llamado Flor de Otoño (1978), dirección: Pedro Olea
- ¿Qué hace una chica como tú en un sitio como éste? (1978), dirección: Fernando Colomo
- Érase dos veces (1979), dirección: Íñigo Botas
- Memorias de Leticia Valle (1979), dirección: Miguel Ángel Rivas
- Pepe, no me des tormento (1981), dirección: José María Gutiérrez Santos
- Buscando a Perico (1982), dirección: Antonio del Real
- Corazón de papel (1982), dirección: Roberto Bodegas
- Laberinto de pasiones (1982), dirección: Pedro Almodóvar
- La Lola nos lleva al huerto (1984), dirección: Mariano Ozores
- ¡A tope! (1984), dirección: Ramón Fernández
- Luces de bohemia (1985), dirección: Miguel Ángel Díez
- La vaquilla (1985), dirección: Luis García Berlanga
- Extramuros (1985), dirección: Miguel Picazo
- El vivo retrato (1986), dirección: Mario Menéndez
- Divinas palabras (1987), dirección: José Luis García Sánchez
- La vida alegre (1987), dirección: Fernando Colomo
- Jarrapellejos (1988), dirección: Antonio Giménez Rico
- Las cosas del querer (1989), dirección: Jaime Chávarri
- El río que nos lleva (1989), dirección: Antonio del Real
- Bajarse al moro (1989), dirección: Fernando Colomo
- Amanece, que no es poco (1989), dirección: José Luis Cuerda
- Aquí huele a muerto... (¡Pues yo no he sido!) (1989), dirección: Álvaro Sáenz de Heredia
- El olivar de Atocha (1989), dirección: Carlos Serrano
- La noche oscura (1989), dirección: Carlos Saura
- Pareja enloquecida busca madre de alquiler (1990), dirección: Mariano Ozores
- Amor y deditos del pie (1992, dirección: Luis Filipe Rocha
- Por fin solos (1994). dirección: Antonio del Real
- Corazón loco (1997), dirección: Antonio del Real
- La herida luminosa (1997), dirección: José Luis Garci
- Tiovivo c. 1950 (2004), dirección: José Luis Garci
- Ninette (2005), dirección: José Luis Garci
- La Luna en botella (2007), dirección: Eduardo Grojo
- Nacidas para sufrir (2009), dirección: Miguel Albaladejo

## Cortometrajes
- 1962 Diario íntimo, dirección: Manuel López Yubero
- 1962 Sor Angelina, Virgen, dirección: Francisco Regueiro
- 1962 Trotín Troteras, dirección: Antonio Mercero
- 1964 Encuentro, dirección: Kathryn Waldo
- 1964 La noche del doctor Valdés, dirección: Cecilia Bartolomé

## Mediometrajes
- 1963 Un día más, dirección: Pedro Balañá
- 1971 Rinconete y Cortadillo, dirección: Miguel Picazo
- 1983 Total, dirección: José Luis Cuerda

## Miniseries
- 1971 Jane Eyre, dirección: Domingo Almendros
- 1982 Juanita la Larga, dirección: Eugenio Martín
- 1983 Las pícaras, dirección: Chumy Chúmez, Angelino Fons, José María Gutiérrez Santos
- 1985 La huella del crimen, dirección: varios directores
- 1997 Don Juan, dirección: José Luis García Berlanga

## Actuaciones en televisión
- Estudio 1
  - Las manos son inocentes (2 de marzo de 1966)
  -  Milagro en la casa de los López (1 de septiembre de 1972)
  - Nosotros, ellas... y el duende (28 de febrero de 1979)
  - El sexo débil ha hecho gimnasia (2 de mayo de 1979)
  - Mesas separadas (23 de septiembre de 1979)
  - Esta noche tampoco (18 de noviembre de 1979)
  - Entre bobos anda el juego (29 de noviembre de 1980)

- Del dicho al hecho 
  - No hay mayor dolor que ser pobre después de señor (25 de marzo de 1971)

- Crónicas de un pueblo (1971)

- Las doce caras de Eva (1971),  dirección: Jesús Yagüe

- Aventuras y desventuras de Mateo (1972), dirección: Jesús Yagüe
  - El moscón (16 de febrero de 1972)

- Tres eran tres (1972),  dirección: Jaime de Armiñán - Jesús Yagüe

- Cuentopos (1974)
  - Poesía de amor y muerte (13 de febrero de 1976)
  - Teresa (6 de junio de 1977)
  - El péndulo (12 de junio de 1977)

- Cuentos y leyendas
  - El amor y la muerte (13 de Febrero de 1976)

- Curro Jiménez

- Novela
  - La boda (21 de noviembre de 1977)
  - Marta y María (1 de mayo de 1978)

- El hotel de las mil y una estrellas (1978-1979)

- Fortunata y Jacinta (1980)

- Teatro breve
  - Con toda felicidad (23 de mayo de 1980)

- Cervantes (1981), dirección: Alfonso Ungría

- Los gozos y las sombras (1982), dirección: Rafael Moreno Alba

- Los desastres de la guerra (1983)

- Las pícaras
  - La tía fingida (08 de Abril de 1983), dirección: Antonio del Real

- Teresa de Jesús (1984)

- La comedia musical española
  - Róbame esta noche (5 de noviembre de 1985)
  - Las de Villadiego (10 de diciembre de 1985)

- Media naranja (1986)
  - Al escondite inglés (26 de marzo de 1986)

- A través del espejo
  - Un paso en falso. Una tarde con Schopenhauer (05 de Octubre de 1988)

- Primera función
  - El caso de la señora estupenda (23 de marzo de 1989)
  - Paquita (9 de noviembre de 1989)

- Muerte a destiempo (1990), dirección: Javier Maqua

- Eva y Adán, agencia matrimonial

- Las chicas de hoy en día (1991), dirección: Fernando Colomo - Mariano Barroso - Álvaro Forqué
  - Las chicas de hoy en día y las violaciones (7 de octubre de 1991)

- Los ladrones van a la oficina
  - El más tonto hace relojes (31 de marzo de 1993),

- Colegio Mayor (1994), dirección: Rafael Moleón - José Pavón

- Villarriba y Villabajo (1994)

- Compuesta y sin novio (1994)

- Éste es mi barrio
  - No hay más cera que la que arde (1 de enero de 1997)

- La banda de Pérez (1997)

- A las once en casa (1998)

- Todos los hombres sois iguales
  - Bienvenida Miss Marshall (22 de noviembre de 1998)

- Hermanas
  - Tú a Boston y yo a San Damián (18 de noviembre de 1998)

- Señor alcalde (1998)

- Hospital Central

- Robles, investigador
  - El caso de la niña desaparecida (13 de noviembre de 2000)

- Génesis, en la mente del asesino